# Djesse Vol. 2
Djesse Vol. 2 è il terzo album in studio del musicista britannico Jacob Collier, pubblicato nel 2019.

## Tracce
Testi e musiche di Jacob Collier, eccetto dove indicato.
1. Intro – 1:27
2. Sky Above – 4:11
3. Bakumbe (feat. Sam Amidon) – 4:09
4. Make Me Cry – 3:52
5. Moon River – 8:17 (Henry Mancini, Johnny Mercer)
6. Feel (feat. Lianne La Havas) – 6:30
7. À Noite - Interlude – 2:24
8. Lua (feat. MARO) – 7:02
9. I Heard You Singing (feat. Becca Stevens & Chris Thile) – 4:51
10. It Don't Matter (feat. JoJo) – 4:21
11. Here Comes the Sun (feat. Dodie) – 3:58 (George Harrison)
12. Dun Dun Ba Ba - Interlude – 1:55
13. Nebaluyo (feat. Oumou Sangaré) – 5:17
14. Do You Feel Love (feat. Steve Vai) – 3:33
15. Outro – 2:46
16. Time to Rest Your Weary Head – 6:09